# Night Ark
Night Ark – kwartet jazzowy powstały w 1986 roku. Zespół tworzą dwaj muzycy armeńskiego pochodzenia: Ara Dinkjian i Arto Tunçboyacıyan oraz dwaj amerykanie: Armen Donelian i Marc Johnson.

## Dyskografia
- 1986 – Picture, RCA/Novus
- 1988 – Moments, RCA/Novus
- 1998 – In Wonderland, Polygram
- 2000 – Petals on Your Path, EmArcy
- 2000 – Treasures, Traditional Crossroads
- 2006 –  An Armenian in America, Krikor Music